# Kœstlach
Kœstlach település Franciaországban, Haut-Rhin megyében. Lakosainak száma 499 fő (2022. január 1.). Kœstlach Feldbach, Riespach, Vieux-Ferrette, Bendorf és Mœrnach községekkel határos.

## Népesség
A település népességének változása:
| Lakosok száma | 509  | 508  | 517  | 506  | 504  | 506  | 504  | 501  | 499  |
|               | 2013 | 2015 | 2016 | 2017 | 2018 | 2019 | 2020 | 2021 | 2022 |